# Stepan Michailowitsch Lewitski

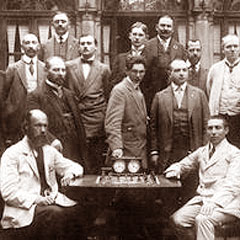
Stepan Lewitskij (1. von links)

Stepan Michailowitsch Lewitski (russisch Степан Михайлович Левитский, wiss. Transliteration Stepan Mihajlovič Levitskij; * 13. Apriljul. / 25. April 1876greg. in Sadonsk, Gouvernement Woronesch, Russisches Kaiserreich; † 21. März 1924 in Nischne-Turinsk) war ein russischer Schachspieler.
Er nahm an mehreren All-russischen Landesmeisterschaften teil. 1899 wurde er nach Michail Tschigorin und Emanuel Schiffers Dritter, 1903 in Kiew kam er mit 10,5 Punkten aus 18 Partien auf Platz 8.
Er spielte Wettkämpfe gegen Simon Alapin und Alexander Aljechin, die er allerdings beide verlor: 1907 in Sankt Petersburg gegen Alapin mit 0-5, 1913 an gleicher Stelle gegen Aljechin mit 3-7.
Lewitski spielte ein angriffslustiges Schach, war aber kaum mit der Eröffnungstheorie vertraut. Gegen Akiba Rubinstein in Wilna 1912 versuchte er die später als Hodgson-Angriff bezeichnete Zugfolge 1. d4 d5 2. Lg5 und erhielt nach 2. … c6 3. Sc3 Lf5 4. Dd2 Sd7 5. f3 Sgf6 6. e4 dxe4 7. Df4 Da5 8. 0–0–0 exf3 9. d5 starken Angriff, die Partie endete allerdings remis.
In die Schachgeschichte ging er als Verlierer einer Partie gegen Frank James Marshall in Breslau 1912 ein, in der Marshall mit einem der spektakulärsten Züge der Schachgeschichte gewann.
Seine beste historische Elo-Zahl war 2603 im Januar 1913.